# Quạ thông Á Âu
Quạ thông Á Âu (danh pháp khoa học: Garrulus glandarius) là một loài chim trong họ Corvidae. Tại Việt Nam nó được gọi đơn giản là quạ thông do là loài quạ thông duy nhất có mặt tại đây.
Do phạm vi sinh sống rộng lớn nên một vài chủng rất khác biệt đã tiến hóa đến mức bề ngoài chúng trông rất khác nhau, đặc biệt là khi so sánh các dạng ở các cực điểm phân bố của loài này.
Quạ thông Á Âu là một trong số nhiều loài được Linnaeus mô tả lần đầu tiên trong ấn bản 10 sách Systema Naturae của ông. Ông công nhận mối quan hệ họ hàng của nó với các loài chim dạng quạ khác khi đặt tên nó là Corvus glandarius. Tên gọi khoa học hiện tại của nó là từ tiếng Latinh, với Garrulus nghĩa là ầm ĩ, líu lo, ríu rít, lảm nhảm và glandarius nghĩa là "của quả đấu", một loại thức ăn ưa thích của nó.

## Phân loài và chủng
Phiên bản 8.2 của IOC công nhận 34 chủng như liệt kê dưới đây:
- G. g. hibernicus Witherby & Hartert, 1911 Phân bố:	Ireland.
- G. g. rufitergum Hartert, 1903 Phân bố: Scotland, Anh, Wales và tây bắc Pháp.
- G. g. glandarius (Linnaeus, 1758) Phân bố:	Bắc và trung châu Âu tới dãy núi Ural.
- G. g. fasciatus (Brehm AE, 1857) Phân bố: Bán đảo Iberia.
- G. g. corsicanus Laubmann, 1912 Phân bố: Corsica.
- G. g. ichnusae Kleinschmidt O, 1903 Phân bố: Sardinia.
- G. g. albipectus Kleinschmidt O, 1920 Phân bố: Italia, Sicilia và duyên hải Dalmatia.
- G. g. graecus Keve-Kleiner, 1939 Phân bố: Tây Balkan, gồm cả Hy Lạp.
- G. g. ferdinandi Keve-Kleiner, 1944 Phân bố: Đông Bulgaria và bắc Thổ Nhĩ Kỳ.
- G. g. cretorum Meinertzhagen R, 1920 Phân bố: Crete.
- G. g. glaszneri Madarász, 1902 Phân bố: Cyprus.
- G. g. whitakeri Hartert, 1903 Phân bố: Bắc Morocco và tây bắc Algeria.
- G. g. minor Verreaux J, 1857 Phân bố: Trung Morocco và dãy núi Atlas ở bắc Algeria.
- G. g. cervicalis Bonaparte, 1853 Phân bố: Bắc và đông bắc Algeria, Tunisia.
- G. g. samios Keve-Kleiner, 1939 Phân bố: Samos (đông nam biển Aegea).
- G. g. anatoliae Seebohm, 1883 Phân bố: Tây Thổ Nhĩ Kỳ tới tây Iran và bắc Iraq.
- G. g. iphigenia Sushkin & Ptuschenko, 1914 Phân bố: Bán đảo Krym (duyên hải bắc biển Đen).
- G. g. krynicki Kaleniczenko, 1839 Phân bố: Đông bắc Thổ Nhĩ Kỳ và Kavkaz.
- G. g. atricapillus Geoffroy Saint-Hilaire I, 1832 Phân bố: Tây Syria, tây Jordan, Israel.
- G. g. hyrcanus Blanford, 1873 Phân bố: Đông nam Azerbaijan, bắc Iran.
- G. g. brandtii Eversmann, 1842 Phân bố: Nam Siberia, bắc Mông Cổ, tây bắc và đông bắc Trung Quốc, bán đảo Triều Tiên và bắc Nhật Bản.
- G. g. kansuensis Stresemann, 1928 Phân bố: Trung Trung Quốc.
- G. g. pekingensis Reichenow, 1905 Phân bố: Đông Trung Quốc.
- G. g. japonicus Temminck & Schlegel, 1847 (gồm cả hiugaensis Brazil, 1991) Phân bố: Honshu, Oshima, Kyushu (trung, nam Nhật Bản).
- G. g. tokugawae Taka-Tsukasa, 1931 Phân bố: Đảo Sado (ngoài khơi Honshu ở miền trung Nhật Bản).
- G. g. orii Kuroda, Nagamichi, 1923 Phân bố: Yakushima (nam Nhật Bản).
- G. g. sinensis Swinhoe, 1871 Phân bố: Bắc Myanmar, nam và đông Trung Quốc.
- G. g. taivanus Gould, 1863 Phân bố: Đài Loan.
- G. g. bispecularis Vigors, 1831 Phân bố: Tây Himalaya tới tây Nepal.
- G. g. interstinctus Hartert, 1918 Phân bố: Đông Himalaya.
- G. g. persaturatus Hartert, 1918 Phân bố: Đông bắc Ấn Độ (nam Assam).
- G. g. oatesi Sharpe, 1896 Phân bố: Tây bắc Myanmar.
- G. g. haringtoni Rippon, 1905 Phân bố: Tây Myanmar.
- G. g. leucotis Hume, 1874 Phân bố: Từ trung Myanmar tới trung và nam Đông Dương.

Tám nhóm chủng (tổng cộng 33 phân loài) được Madge & Burn (1994) công nhận:
- Nhóm danh định (9 chủng châu Âu), với lông chỏm đầu có sọc.
- Nhóm cervicalis (3 chủng ở Bắc Phi), với gáy hung hung đỏ, lông phủ màu xám, hai bên đầu rất nhạt màu, chỏm đầu đen hoặc có sọc.
- Nhóm atricapillus (4 chủng ở Trung Đông, Krym & Thổ Nhĩ Kỳ), với gáy và lông phủ thuần màu, chỏm đầu đen và mặt rất nhạt màu.
- Chủng hyrcanus (Rừng hỗn hợp Hyrcania Caspi ở Iran), chỏm đầu trước nhỏ màu đen và chỏm đầu sau có sọc rộng.
- Nhóm brandtii (4 chủng ở Siberia và miền bắc Nhật Bản), với chỏm đầu có sọc, đầu hung đỏ, mống mắt sẫm màu và lông phủ màu xám.
- Nhóm leucotis (2 chủng ở Đông Nam Á), không có vệt màu trắng trên cánh, chỏm đầu trước trắng, chỏm đầu sau đen, nhiều màu trắng ở hai bên đầu.
- Nhóm bispecularis (6 chủng trong khu vực Himalaya), với chỏm đầu hung đỏ không sọc, không có vệt màu trắng trên cánh.
- Nhóm japonicus (4 chủng ở miền nam Nhật Bản và các đảo cận kề), với vệt màu trắng lớn trên cánh, mặt ánh đen và chỏm đầu dạng vảy.

## Phân bố và môi trường sống
Là thành viên của nhóm quạ thông phổ biến rộng, quạ thông Á Âu có kích thước tương tự như quạ gáy xám phương Tây, với môi trường sống là rừng thưa hỗn hợp, cụ thể là rừng với các quần thể sồi, và nó là chim tích trữ quả đấu theo tập tính. Trong thời gian gần đây loài chim này cũng bắt đầu di cư tới các khu vực đô thị, có thể là do tác động của sự mất dần môi trường sống rừng thưa của nó. Trước khi con người bắt đầu gieo trồng cây công nghiệp ở quy mô lớn thì quạ thông Á Âu là nguồn chủ yếu để di chuyển và phát tán sồi Anh (Quercus robur), với mỗi con chim có khả năng phát tán tới trên 1.000 quả đấu mỗi năm. Quạ thông Á Âu cũng cất giấu quả đấu của các loài sồi khác, và nó từng được National Trust trích dẫn như là động vật nhân giống chính quần thể lớn nhất của sồi Holm (Quercus ilex) tại Bắc Âu ở Ventnor trên đảo Wight. Quạ thông Á Âu từng được ghi nhận là đem quả đấu đi xa tới 20 km và được cho là gắn với sự lan truyền nhanh về phía bắc của các loài sồi sau thời kỳ băng hà gần đây.

## Thức ăn
Kiếm ăn cả ở trên cây lẫn dưới mặt đất, quạ thông săn bắt một loạt các loài động vật không xương sống như nhiều loại sâu bọ phá hại, hạt quả đấu (quả sồi mà chúng cất giấu để ăn vào mùa đông), cử và nhiều loại hạt khác, quả như các loại quả mọng của mâm xôi và thanh lương trà, chim non và trứng chim, dơi, động vật gặm nhấm nhỏ. Giống như phần lớn các loài chim, thức ăn của quạ thông thay đổi theo mùa nhưng đáng chú ý là khả năng tích trữ dồi dào các loại thức ăn của nó — đặc biệt là các loại quả đấu và hạt các loại sồi — để sử dụng trong mùa đông và mùa xuân. Trong khi việc tích trữ diễn ra quanh năm nhưng tích cực nhất là trong mùa thu.

## Sinh sản
Quạ thông làm tổ trên cây hay trên cây bụi lớn, thường đẻ 4–6 trứng. Trứng nở sau 16–19 ngày ấp và chim non đủ lông đủ cánh sau khoảng 21–23 ngày. Cả chim bố lẫn chim mẹ đều kiếm thức ăn để nuôi chim con.

## Trí thông minh
Tương tự như các loài quạ khác, quạ thông Á Âu được ghi nhận là biết lập kế hoạch cho các nhu cầu trong tương lai. Quạ thông trống cũng để ý tới các khát khao của bạn tình khi chia sẻ thức ăn với chim mái như một phần của nghi thức tán tỉnh.

## Hình ảnh, âm thanh

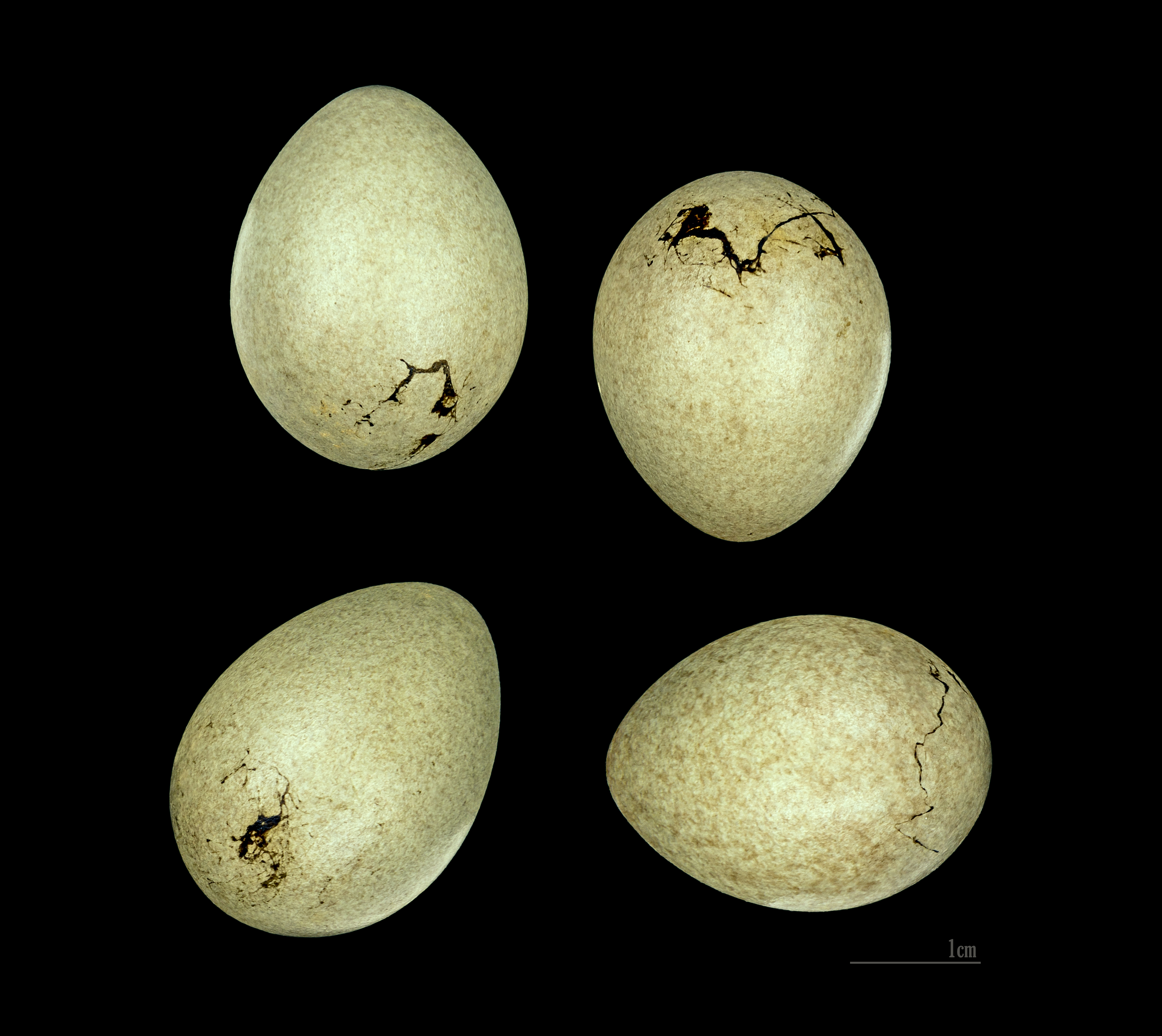
Trứng của Garrulus glandarius.
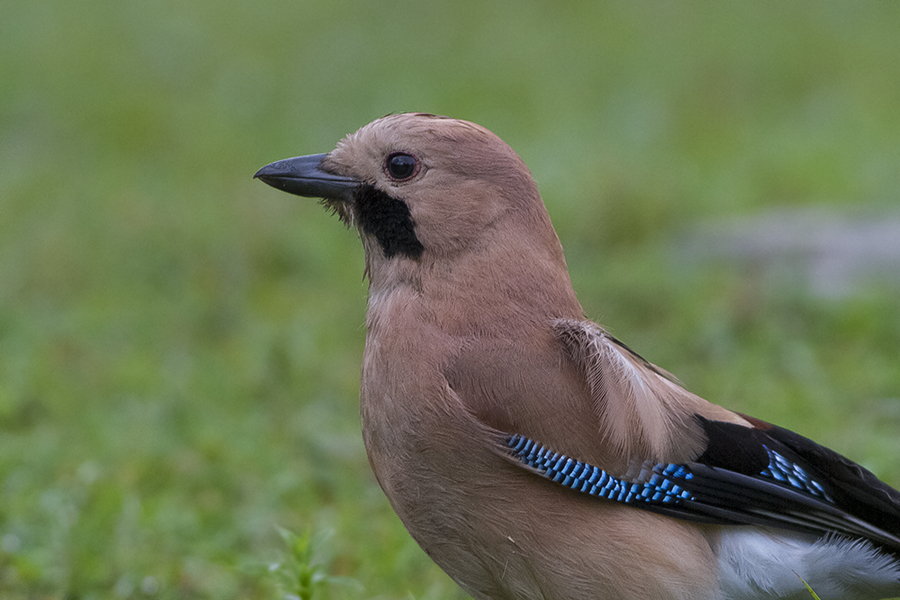
Garrulus glandarius bispecularis từ Uttarakhand, Ấn Độ.
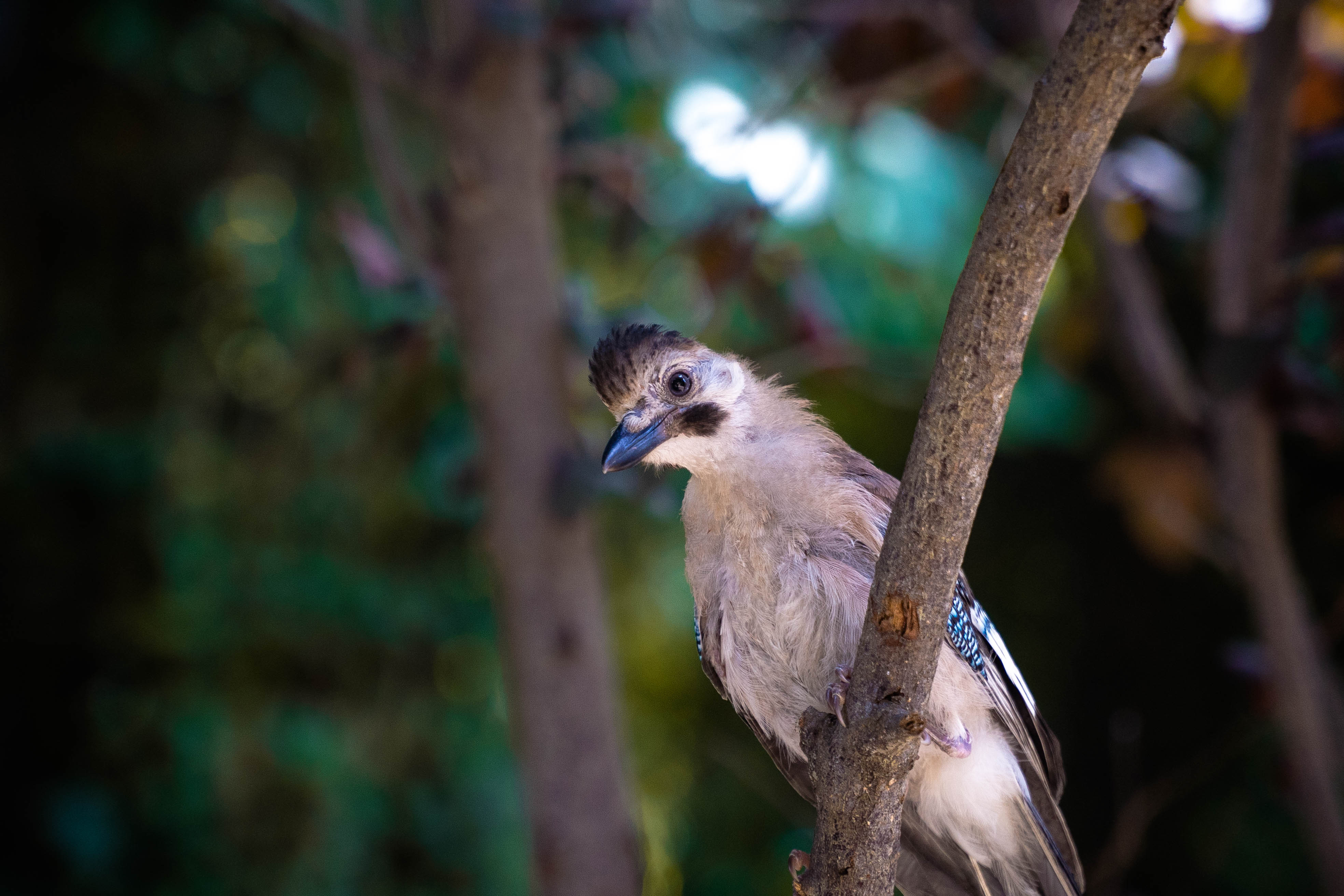
Mẫu điển hình của nhóm atricapillus tại Israel.
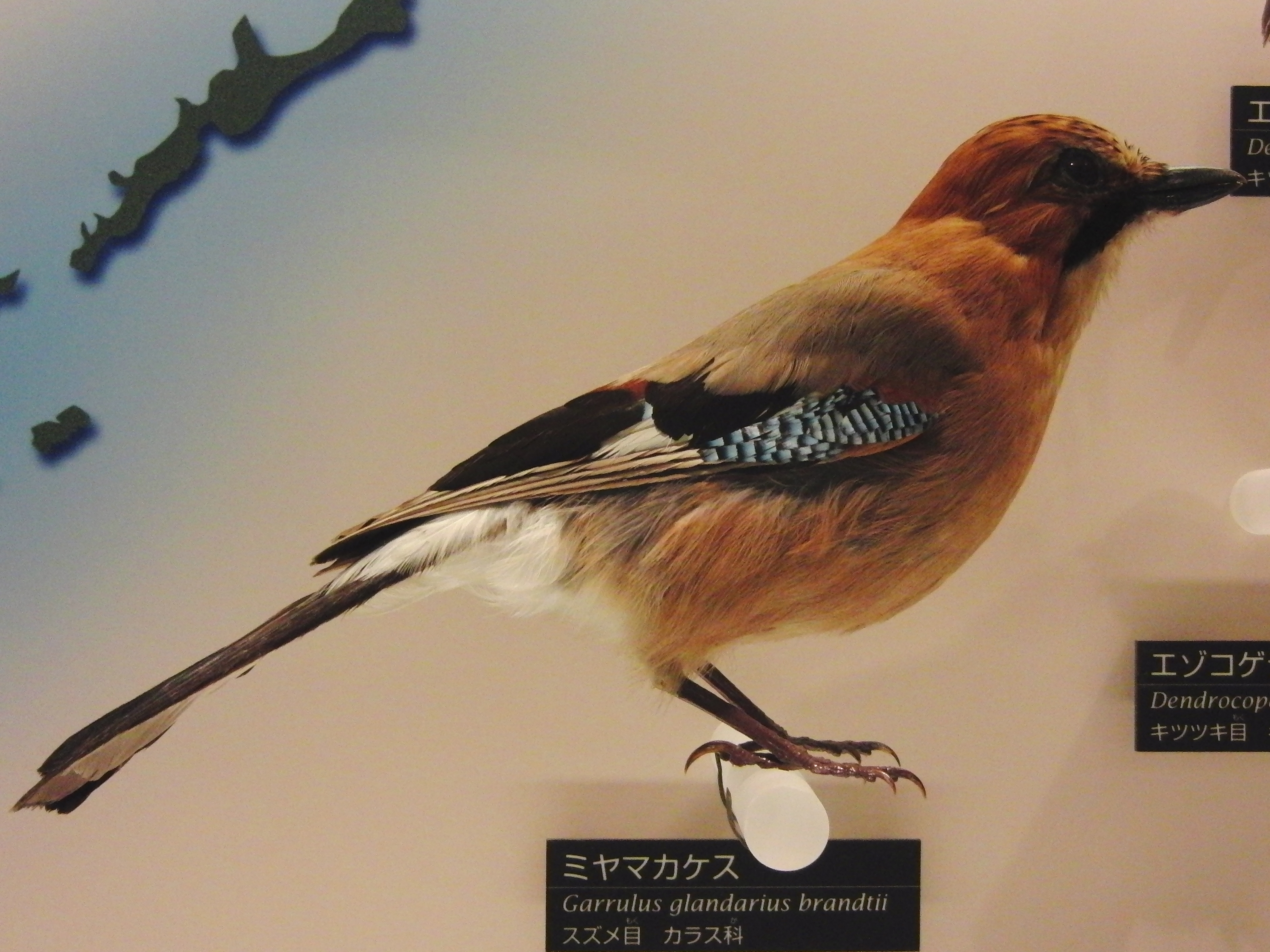
Garrulus glandarius brandtii.
- Tiếng kêu của quạ thông, Krym.
- Tiếng hót của quạ thông, Paris.
- Quạ thông ăn hạt óc chó.